# 1844 ve fotografii
Tento článek obsahuje významné fotografické události v roce 1844.

## Události
- Brewster vynalezl stereoskop.
- Talbot začal vydávat první fotografickou knihu na světě, kterou pojmenoval Tužka přírody.

## Narození v roce 1844
- 15. března – Wilhelm J. Burger, rakouský fotograf a malíř († 10. března 1920)
- 3. dubna – Isabelle Massieu, francouzská cestovatelka, spisovatelka a fotografka († 7. října 1932)
- 16. dubna – Ludwik Szaciński, polský fotograf aktivní v Norsku († 8. července 1894)
- 30. května – Félix Arnaudin, francouzský etnolog, básník a fotograf († 6. prosince 1921)
- 17. července – George Barker, kanadsko-americký fotograf († 27. listopadu 1894)
- 5. srpna – Giuseppe Bertucci, italský fotograf († ?)
- 28. září – Otto Wunder, německý fotograf († 1921)
- 15. listopadu – György Klösz, maďarský fotograf († 4. července 1913)
- 25. prosince – Émile Béchard, francouzský orientalistický fotograf († po roce 1905)
- ? – Eduardo Clifford Spencer, americký fotograf působící v Chile, spolu s fotografem Carlosem Escuderem doprovázeli chilskou armádu v jejích vojenských taženích během války v Pacifiku († 27. března 1914)
- ? – Adolphe Dubreuil, peruánský fotograf francouzského původu, který významně ovlivnil vývoj portrétní fotografie v Limě na přelomu 19. a 20. století
- ? – Kuiči Učida, japonský fotograf, první dvorní fotograf císaře Meidži a královny Šóken († 1875)
- ? – Walston Caselton, britský fotograf († 1923)
- ? – Lala Deen Dayal, indický fotograf († 5. července 1910)
- ? – James Ricalton, cestovatel, vynálezce a fotograf († 28. října 1929)
- ? – Oliver B. Buell, kanadský fotograf amerického původu († 1910)
- ? – Onorij Markolesko, bulharský fotograf rumunského původu († 1927)
- ? – Sakuma Hanzó, japonský fotograf († 1897)